# Ellipsaria lineolata
Ellipsaria lineolata é uma espécie de bivalve da família Unionidae.
É endémica dos Estados Unidos.